# Amelia Rotter-Jarnińska
Amelia Rotter-Jarnińska, także Amelia Rotterowa (ur. 16 lutego 1879 w Warszawie, zm. 14 września 1942 tamże) – polska przedwojenna aktorka teatralna i filmowa.

## Życiorys
Urodziła się 16 lutego 1879 w Warszawie, w rodzinie Jana Rottera i Olimpii z Krochmalskich. Była siostrą aktorki Stanisławy Rotter. Występowała od 1899 w Krakowie, w 1915 w Teatrze Polskim w Warszawie, od 1916 ponownie w Krakowie (Teatr im. J. Słowackiego). Później m.in. w Teatrze Miejskim we Lwowie oraz Teatrze Narodowym w Warszawie (od 1922). Gościnnie występowała m.in. w Kijowie (1907), Wiedniu (1910) i Paryżu (1912). Grała w filmach polskich. 
Od 27 lipca 1927 była żoną Stanisława Jarnińskiego (1884–1921), aktora, reżysera i dyrektora teatru, potem Mieczysława Myszkiewicza (1892–1943), aktora.
Zmarła w Warszawie. Została pochowana na cmentarzu Powązkowskim (kwatera 279-5-17).

## Odznaczenia
- Medal Dziesięciolecia Odzyskanej Niepodległości[1]

## Filmografia[2]
- 1912 – Pomszczona krzywda
- 1928 – Romans panny Opolskiej
- 1932 – Księżna Łowicka, jako matka Joanny
- 1934 – Młody las, jako Majewska, matka Antoniego
- 1935 – Manewry miłosne, jako ciotka Leonia
- 1936 – Wierna rzeka, jako księżna Odrowążyna
- 1936 – Jego wielka miłość, aktorka grająca w sztuce „Napoleon” księżnę Lichtenstein
- 1936 – Straszny dwór, jako Podstolina
- 1937 – Pan redaktor szaleje
- 1939 – Włóczęgi, jako dr Kwaśniewska, przełożona w internacie dla dziewcząt w Warszawie
- 1939 – Geniusz sceny, jako Dama z „Warszawianki”
- 1939/1941 – Ja tu rządzę, jako klientka w zakładzie Kopytkiewicza